# Фарина, Марьян Иванович
Марья́н Ива́нович Фари́на (укр. Мар'ян Іванович Фарина; род. 28 августа 2003, Каменное, Львовская область) — украинский футболист, защитник донецкого «Шахтёра».

## Биография
Фарина родился в городе Каменное Львовской области. Начал заниматься футболом детско-юношеской спортивной школе города Жидачов. Первый тренер — Владимир Сапуга. С 2016 по 2019 год играл в Детско-юношеской-футбольной лиге Украины за стрыйскую «Скалу» и «ВИК-Волынь» из Владимир-Волынского, проведя в этом турнире в общей сложности 81 матч.
Летом 2020 года перешёл в донецкий «Шахтёр», где сначала играл в чемпионате для игроков до 19 лет и до 21 года. В сезоне 2020/21 вместе с командой стал чемпионом Украины среди юношеских команд. Участвовал в играх Юношеской лиги УЕФА. Отыграв несколько сезонов на молодёжном уровне, 4 июня 2023 года он получил шанс дебютировать в Премьер-лиге Украины, выйдя на поле в игре против полтавской «Ворсклы» (2:1).
Для получения игровой практики 1 сентября 2023 года Фарина был отдан в годичную аренду в харьковский «Металлист 1925». За новый клуб он дебютировал спустя два дня в матче чемпионата против «Руха» (1:1). По итогам сезона «Металлист 1925» занял последнее место и вылетел в Первую лигу Украины, а Фарина летом 2024 года вернулся в стан «горняков».
Выступал за юношескую сборную до 19 лет и молодёжные сборные Украины до 21 года. В марте 2024 года сыграл за олимпийскую сборную Украины под руководством Руслана Ротаня в товарищеской игре против Японии (0:2).

## Достижения
«Шахтёр» (Донецк)
- Чемпион Украины: 2022/23
- Бронзовый призёр чемпионата Украины: 2024/25
- Обладатель Кубка Украины: 2024/25